# Hołowieńczyce (obwód grodzieński)
Hołowieńczyce (biał. Галавенчыцы, Haławienczycy) – wieś na Białorusi, położona w obwodzie grodzieńskim w rejonie grodzieńskim w sielsowiecie Sopoćkinie.
W latach 1921–1939 Hołowieńczyce należały do gminy Wołłowiczowce, w powiecie augustowskim, w ówczesnym województwie białostockim.